# Bukovín

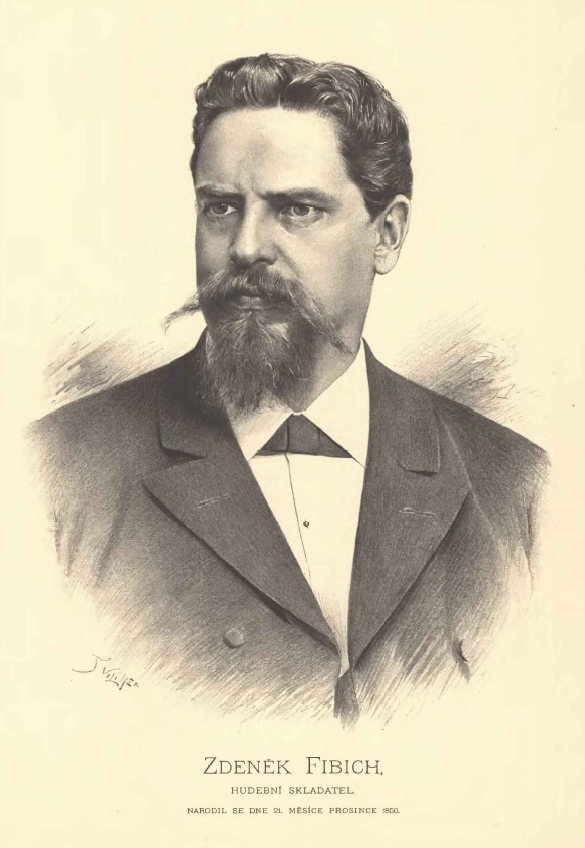
Zdeněk Fibich

Bukovín är en romantisk opera i tre akter med musik av den tjeckiske kompositören Zdeněk Fibich till ett libretto av den tjeckiske författaren Karel Sabina, senare reviderad av författaren och musikkritikern Otakar Hostinský. Den spelades första gången den 16 april 1874 på Nationalteatern i Prag.

## Historia
Tack vare föräldrarnas stöd kunde Zdeněk Fibich ägna sig år komponerande ända från barndomen. Vid tolv års ålder försökte han sig på att komponera operan Medea till egenhändigt skriven tyskt text. Han färdigställde den nästan och ouvertyren spelades vid en konsert i Chrudim den 12 april 1865 under ledning av den fjortonårig kompositören. Han komponerade sedan en komisk opera i två akter , Der Kapellmeister in Venedig (1866), återigen på eget libretto över ett franskt tema (som de studerade inom familjekretsen) och som framfördes den 6 januari 1868 i Libáň. Ett år senare började han komponera operan Loreley  och 1868 skrev han enaktaren Gutta von Guttenfes, en "allvarlig operett", till eget libretto. Fibich förstörde alla dessa verk på 1890-talet.
Alla dessa försök gjordes på egen hand och det tyska librettot var mer som repetitionssånger. Fibich hade dock för avsikt att skapa ett seriöst verk och som fjortonåring bad han med stöd av sina föräldrar om ett tjeckiskt operalibretto av Karel Sabina, då känd som skaparen av libretton till Bedřich Smetana och Karel Šebor. Den unge Fibich var förtrollad av Carl Maria von Weber vid den tiden och ville ha ett tjeckiskt material på samma sätt som i Friskytten. Sabina blev förvånad över förfrågan. Men han lovade och levererade librettot, dock - som han senare erkände för Otakar Hostinsky - tog han inte uppdraget på allvar och levererade ett libretto av dålig kvalitet till det "underårige underbarnet". Fibich tonsatte inte librettot förrän han var nitton år och färdigställde hela operan i en pianoskiss i mars och instrumentering i september året därpå. Han använde dock troligen några äldre kompositioner (den romans som spelades i Chrudim 1865 är, enligt J. Jiránek, troligen identisk med Anežkas inledande romans).
Det färdiga partituret till Fibichs Bukovín hamnade i händerna på kapellmästaren för Nationalteatern, Bedřich Smetana, som tog emot det positivt. I början av 1874 skulle den uppföras. Fibich, som då arbetade i Vilnius , brydde sig inte så mycket om operans framförande, då han sedan dess slutförande hade gjort avsevärda framsteg i sin komponeringsstil (under tiden skrevs de symfoniska dikter Othello och Záboj, Slavoj och Luděk). Endast på uppmaning av sina vänner reste han till Prag. Hans vän Otakar Hostinský gjorde de nödvändiga språkliga anpassningarna för detta ändamål. Kompositören deltog i repetitioner av operan (16 mars 1874) under sitt besök i Prag. Lanseringen av Bukovín sköts dock upp på grund av framgången med Smetanas opera De två änkorna, och därför var Fibich tillbaka i Vilnius vid premiären av hans opera en månad senare.
Iscensättningen av dirigenten Adolf Čech var mycket noggrann och rollbesättningen inkluderade de största stjärnorna vid teatern. Fibichs svägerska Betty Hanušová valde premiären som sin debut i rollen som Eliška. Mottagandet var måttligt gynnsamt, kritikerna fördömde starkt Sabins libretto och välkomnade Fibichs musik mer som ett löfte för framtiden. Premiären av Bukovín följdes av endast två föreställningar (tre föreställningar motsvarade det ordinarie minimum som garanterades av en operanyhet), och har aldrig spelats på scen sedan dess. Partituret och klaverutdraget gavs aldrig ut och före premiären (1872) publicerades endast ouvertyren i ett arrangemang för fyrhändigt piano.

## Kritik

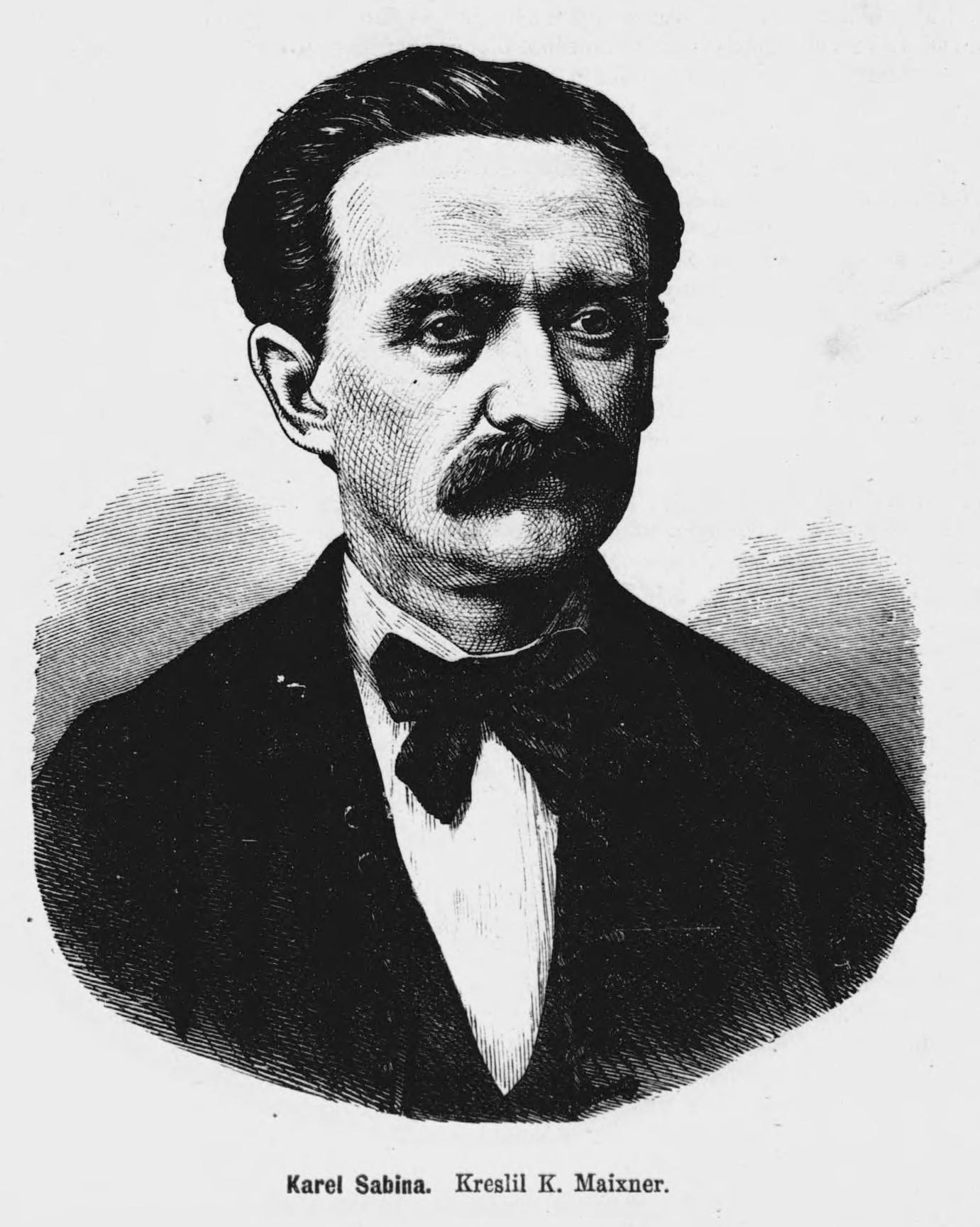
Librettisten Karel Sabina

Librettot är den största svagheten i Bukovín. Redan samtida kritiker noterade att "[...] om det är sant att tjeckiska tonsättare har stor olycka med libretton, har Fibich störst, eftersom detta libretto är ett sammelsurium av allt dåligt. Det är så rörigt, enkelt men utan någon smak. Librettot har varken hjärta eller hjärna. Vi skulle vara tacksamma om någon kan berätta hur librettot faktiskt slutar.”
Ur musikalisk synvinkel är Bukovín ett nybörjarverk, om än med uppenbar potential. Fibichs otvetydiga modell vid kompositionstillfället var Carl Maria von Weber; speciellt den mystiska skogsatmosfären i akt I, där handlingen är relaterad till en liknande scen i Friskytten, men Fibich är också inspirerad av sin egen barndom. Riddarnas karaktärer, Agnes och titelhjälten är inte särskilt uttrycksfulla. Operans bästa stunder inkluderar ensemblen och duetten mellan Dobka och Eliška i akt I, samt mötet och kärleksduetten mellan Dobka och Bukovín i akt II.

## Personer
| Roller                               | Röststämma | 16 april 1874 Dirigent: Adolf Čech |
| ------------------------------------ | ---------- | ---------------------------------- |
| Vojtěch, herre av Zdislavice         | baryton    | Čeněk Kinský                       |
| Dobka, hans dotter                   | sopran     | Olga Paršová                       |
| Ctibor, Vojtěchs bror                | bas        | František Mareš                    |
| Anežka, hans dotter                  | sopran     | Marie Sittová                      |
| Bukovín från Buchlov                 | tenor      | Julius Souček                      |
| Eliška                               | alt        | Betty Hanušová (Fibichová)         |
| Žítek, kolgruvarbetare och trollkarl | bas        | Karel Čech                         |
| Jaroš, rustningsman i Ctiboř         | tenor      | Jan Šára                           |

## Handling
Akt 1
På slottet Zdislavice bor bröderna Vojtěch med dottern Dobka och Ctibor med dottern Anežka. Båda kusinerna älskar grannskapets herre, Bukovín av Buchlov. Anežka hade en dröm där Dobka sökte döda Bukovín. Dobka återvänder från en åktur, men strax före slottsporten angrips hon av en björn. Rustningsmannen Jaroš lyckas döda djuret och befriar flickan. De visar alla tacksamhet mot den modige räddaren och Vojtěch utlovar Bukovín vilken belöning han ber om – och Jaroš ber om Anežkas hand.
Anežkas pappa går med på förslaget, men Dobka blir desperat. Hon skulle vilja avsluta sitt liv, men Eliška avråder henne från att göra det och rekommenderar att hon söker hjälp hos trollkarlen Zítek som bor i skogen på slottsområdet. Eliška har sina egna avsikter med Dobka: hon vill hämnas på Anežkas far Ctibor, som hon en gång blev kär i och lämnade sin man för honom. Men Ctibor avvisade henne så småningom.
Akt 2
Eliška och Dobka kommer till trollkarlen Zíteks hydda i skogen nära Zdislavice. De har dock ingen aning om att Žitomír här gömmer sig under namnet Zítek, som av sorg över förlusten av sin älskade och otrogna hustru lämnade världslivet och tog sin tillflykt till ensamheten i skogen. "Zítek" förvånar båda kvinnorna över hur exakt han kan gissa deras förflutna, och han råder Dobka att hon kommer att vinna och behålla Bukovíns kärlek genom att bära en magisk låda med sin älskares hår på bröstet. Så fort båda kvinnorna lämnar hyddan kommer Jaroš, som själv är kär i Dobka, till trollkarlen av svartsjuka för att få råd. Žitomír tänker dra fördel av situationen och hämnas på Eliška.
Bukovín sover i Zdislavices slottssal. Dobka klipper i hemlighet av en hårlock med sin dolk och gömmer det i en talisman. Bukovín vaknar och ser Dobka, erbjuder henne äktenskap och avvisar den förvirrade Anežka. Ctibor känner sig kränkt av både Bukovín och sin bror och lämnar slottet med sitt sällskap och svär att hämnas sin dotter.
Akt 3
Zítek dyker upp i Zdislavice klädd i riddarkläder. Han låtsas vara Ctibors rustningsman och utmanar Bukovín å sin herres vägnar till en duell "vid de svarta klipporna". Genom att göra det avslöjar han för honom vad som orsakade den plötsliga förändringen i hans tillgivenhet och råder honom att ta bort Dobkas magiska låda.
Den tidigare herremannen Žitomír blir dock snart igenkänd som Zítek. Vojtěch kallar honom en trollkarl och sätter honom i fängelse. Även om Bukovín inte tror på Žitomírs varning, tar Dobka talismanen och förstör den för att bevisa för honom att hans kärlek inte är resultatet av förtrollning. Men hans passion för Dobka försvinner i det ögonblicket och Bukovín återvänder snabbt till Anežka. Dobka förbannar Eliška, som har lett henne till magi och bedrägeri, och inser hennes ursprungliga avsikt att gå under av sorg av olycklig kärlek. Jaroš, hopplöst förälskad, begår självmord över hennes kropp (då det visar sig att han är son till Žitomír och Eliška). Den förkrossade Vojtěch befriar Žitomír, försonas med sin bror och förvisar Eliška från slottet.